# Rękopisoznawstwo
Rękopisoznawstwo – dyscyplina nauk, której podmiotem badań są zabytki rękopiśmienne, zwłaszcza księgi (kodykologia) z wyjątkiem starożytnych tabliczek glinianych (epigrafika) oraz zabytków papirusowych (papirologia). Badania rękopisoznawcze dotyczą historii: kultury, nauki i sztuki, także języka, prawa, liturgii itd. Paleograficzne podstawy rękopisoznawstwa stworzyli  w XVII w. Jean Mabillon i Bernard de Montfaucon; w Polsce pierwszą pracą poświęconą zagadnieniom rękopisoznawczym jest rozdział w pracy J. Lelewela Bibliograficznych ksiąg dwoje.